# Stadion Hidegkuti Nándor
Stadion Hidegkuti Nándor je višenamjenski stadion u Budimpešti, Mađarska. Izgrađen je 1912. i trenutačno najviše služi za odigravanje nogometnih utakmica (domaćin - MTK). 
 Kapacitet stadiona je 12.700 mjesta.
Na stadionu je sniman film Bijeg u pobjedu iz 1981. godine.

## Vanjske poveznice
- O stadionu na magyarfutball.hu